# 구본영 (1952년)
구본영(具本榮, 1952년 7월 5일~)은 대한민국의 정치인이다. 제23·24대(민선6·7대) 충청남도 천안시장을 역임하였다.

## 학력
- 1964 천안남산초등학교 졸업
- 1964~1967 천안중학교 졸업
- 1967~1970 천안고등학교 졸업
- 1970~1974 육군사관학교 전자공학 학사(30기)
- 1976~1977 육군보병학교 졸업
- 1977~1978 육군공병학교 졸업
- 1982~1984 서울시립대학교 대학원 경영학 석사

## 경력
- 육군 대위 예편
- 1980.10~1982.1.17 서울특별시 마포구청 사회복지과 과장
- 1982.1.18~1989.2 사회정화위원회 제3부 행정사무관
- 1989.02 국무총리조정실 행정사무관
- 1990.03~1996.07 제5행정조정관실 서기관
- 1996.07~1999.08 제4행정조정관실 부이사관
- 1996.07~1999.08 국무총리실 자치행정심의관실 부이사관
- 1996.07~1999.08 국무총리실 규제개혁조정관실 규제개혁3심의관실 부이사관
- 1999.08~2004.04 국무총리실 규제개혁조정관실 규제개혁3심의관실 이사관
- 1999.08~2004.04 국무총리실 농수산건설 심의관
- 2004.04~2004.08 국무총리실 관리관
- 2004.04~2004.08 국무총리조정실 수질개선기획단 부단장
- 2008 천안시정발전연구센터 이사장
- 2014.07~2018.06 제23대 민선 6기 충청남도 천안시장 (새정치민주연합 → 더불어민주당)
- 2018.07~2019.11 제24대 민선 7기 충청남도 천안시장(더불어민주당)

## 논란

### 정치자금법 위반
김병국 전 천안시체육회 상임부회장으로부터 2014년에 2000만 원을 수수하고(정치자금법 위반) 그 대가로 상임부회장 직에 임명한 혐의(수뢰 후 부정처사), 2년 뒤 천안시체육회 인사에 불법 개입한 혐의(직권남용)로 2018년 5월 4일 기소되었다. 2019년 1월 16일 대전지법 천안지원에서 열린 1심에서 수뢰 후 부정처사, 직권남용 혐의에 대해 무죄, 정치자금법 위반 혐의에 대해 벌금 800만 원, 추징금 2000만 원을 선고받았다. 2019년 7월 26일 대전고법에서 열린 2심에서 항소가 기각되고 원심이 유지되었다. 2019년 11월 14일 대법원에서 원심이 확정되어 시장직을 상실하였다.

## 역대 선거 결과
|  | 21.93% |

|  | 32.86% |

|  | 53.12% |

|  | 59.31% |